# Luciano Rimoldi
Luciano Rimoldi (Cortina d'Ampezzo, 2 ottobre 1927 – Pieve di Cadore, 30 aprile 2016) è stato un dirigente sportivo italiano.

## Biografia
Di famiglia di origine lombarda, ma trapiantata a Cortina d'Ampezzo sin dal XIX secolo, è stato il proprietario dell'albergo di famiglia, l'hotel Corona. È nipote di Mario Rimoldi, sindaco di Cortina dal 1951 al 1956, collezionista d'arte il cui lascito ha dato vita al Museo d'arte moderna Mario Rimoldi.
A lungo consigliere della Sportivi Ghiaccio Cortina, fu presidente della Federazione Italiana Sport del Ghiaccio dal 1980 al 1992. Della FISG era stato anche vicepresidente tra il 1964 ed il 1976.
Da presidente della FISG ha riconosciuto il movimento dell'hockey su ghiaccio femminile, istituendo il campionato italiano femminile di hockey su ghiaccio. Nel corso del suo primo mandato la nazionale maschile di hockey su ghiaccio ritornò nel massimo livello del campionato mondiale dopo ventitré anni di assenza, grazie alla vittoria del mondiale di Gruppo B 1981 disputato in casa, ad Ortisei.
Ha fatto parte del comitato organizzatore delle olimpiadi invernali di Cortina d'Ampezzo 1956 (presieduto dallo zio Mario) e, quasi trent'anni dopo, delle Universiadi invernali di Belluno 1985.
È morto all'ospedale di Pieve di Cadore il 30 aprile 2016, nello stesso giorno della morte di Guido Gillarduzzi, pattinatore attivo negli anni '60 nella sezione pattinaggio della Sportivi Ghiaccio Cortina.